# Cyperus clarus
Cyperus clarus är en halvgräsart som beskrevs av Stanley Thatcher Blake. Cyperus clarus ingår i släktet papyrusar, och familjen halvgräs. Inga underarter finns listade i Catalogue of Life.